# Gardzienice-Kolonia
Gardzienice-Kolonia – wieś sołecka w Polsce położona w województwie mazowieckim, w powiecie lipskim, w gminie Ciepielów.
| SIMC    | Nazwa      | Rodzaj    |
| ------- | ---------- | --------- |
| 0617338 | Olszownica | część wsi |

W latach 1975–1998 miejscowość administracyjnie należała do województwa radomskiego.
Wierni Kościoła rzymskokatolickiego należą do parafii Podwyższenia Krzyża Świętego w Ciepielowie.